# خوان نازاريو
خوان نازاريو (بالإنجليزية: Juan Nazario)‏ مواليد 27 سبتمبر 1963 في بورتوريكو، هو ملاكم محترف بورتوريكي يصنف ضمن فئة الوزن الخفيف. حقق بطولة رابطة الملاكمة العالمية.

## إحصائيات
خاض خلال مسيرته 29 نزالا، فاز في 25 وخسر في 4. فاز بالضربة القاضية في 17 نزالا.

## روابط خارجية
- خوان نازاريو على موقع بوكس ريك (الإنجليزية) (registration required)